# Aziarok
Aziarok (biał. Азярок; ros. Озерок, Ozierok) – wieś na Białorusi, w obwodzie witebskim, w rejonie orszańskim, w sielsowiecie Mieżawa, przy linii kolejowej Orsza – Lepel.